# Campionato asiatico maschile di pallamano 1995
Il Campionato asiatico maschile di pallamano 1995 è stata l'ottava edizione del torneo organizzato dalla Asian Handball Federation e rivolto a nazionali asiatiche di pallamano maschile. Il torneo si è svolto dal 25 settembre al 6 ottobre 1995 in Kuwait, ospitato nella città di Kuwait City.
Il torneo ha visto l'affermazione della nazionale del Kuwait per la prima volta nella sua storia.

## Squadre partecipanti
- Corea del Sud
- Emirati Arabi Uniti
- Kazakistan
- Cina Taipei
- Giappone
- Cina
- India
- Bahrein
- Kuwait

## Podio
| Pos. | Squadra       |
| ---- | ------------- |
| 1°   | Kuwait        |
| 2°   | Corea del Sud |
| 3°   | Bahrein       |